# Yehudai Gaon
Yehudai ben Nahman o Yehudai Gaon (in ebraico יהודאי גאון‎?; fl. VIII secolo) è stato il capo dello yeshivah di Sura dal 757 al 761, durante il periodo gaonico dell'ebraismo.
Originariamente era un membro dell'Accademia di Pumbedita, ma l'esilarca Solomon ben Hisdai lo nominò Gaon di Sura, affermando che "non esiste nessuno (a Sura) di una saggezza distinta come la sua".
Si adoperò con una forte campagna di convincimento, proseguita dal suo discepolo Pirkoi ben Bavoi, per l'accettazione del Talmud babilonese come standard per la legge ebraica in tutti i Paesi. A ciò si opposero gli ebrei di Eretz Yisrael, che si affidarono al Talmud di Gerusalemme e alle loro tradizioni più antiche. Yehudai rispondeva che, a seguito della persecuzione bizantina, gli ebrei di Eretz Yisrael avevano preservato la tradizione ebraica solo in una forma frammentaria e inaffidabile.

## Opere
Fu l'autore dell' Halachot Pesukotche tratta l'halakhah praticate nella Diaspora fin dal tempo della distruzione del Secondo Tempio.
L'originale fu perduto per molti anni e fu conosciuto solo sotto forma di una parafrasi ebraica chiamata Hilchot Re'u, pubblicata a Versailles nel 1886. Il testo, che è generalmente organizzato secondo lo stesso modello dei trattati del Talmud babilonese, fu oggetto di molti tagli e sintesi. Nel 1911 fu trovato l'originale in un manoscritto yemenita, dato alle stampe nel 1951 a Gerusalemme.

## La controversia dell'Halachoth Gedoloth
Una corrente di opinione rabbinica e accademica gli attribuisce anche la paternità di Halachot Gedolot, o del suo nucleo fondamentale, sebbene via si un generale consenso sul fatto che la forma finale di quell'opera debba essere attribuita a Simeon Kayyara. L'attribuzione dell'opera a Yehudai Gaon da parte del rabbino Semah fu ritenuta errata in base ad una serie di anacronismi.
Il rabbino David Gans fu probabilmente il primo a suggerire che Semag, riferendosi a "Rav Yehudai" come autore, alludesse in realtà a Rav Yehudai Hakohen ben Ahunai, Gaon dell'Accademia Sura dal 4519 al 4524 del calendario ebraico.